# Pirata longjiangensis
Pirata longjiangensis este o specie de păianjeni din genul Pirata, familia Lycosidae, descrisă de Yan et al., 1997. Conform Catalogue of Life specia Pirata longjiangensis nu are subspecii cunoscute.